# آرایه بسیار بزرگ
آرایه بسیار بزرگ (به انگلیسی: Very Large Array) نوعی رصد خانه ستاره‌شناسی رادیویی است در دشت سن آگوستین که برای دریافت سیگنال‌های سیاه چاله‌ها و دیسک‌های گازی اطراف ستارگان جدید ساخته شده‌است.